# Стефанов връх
Стефанов връх (2407 m) е връх в Северен Пирин.
Върхът е последен на югозападното разклонение на Каменишкото странично било, на югоизток от Коцов гроб и на северозапад от местността Белите камъни. На юг от върха се отделя Заешкият рид, чийто най-висок връх е Лиманковица (1636 m).
Стефанов връх е заоблен, с голо било и има полегати склонове, обрасли с клек и алпийска тревна растителност, които на изток се спускат към Голенската река, а от югозападното му поли извира Бождовската река. Структурата му е от гранит и гнайс, а почвите му са тъмнокафяви горски.
В източното подножие на Стефанов връх минава туристическа пътека от хижа „Беговица“ за хижа „Пирин“.